# Ádám Nagy
Ádám Nagy (* 17. Juni 1995 in Budapest) ist ein ungarischer Fußballnationalspieler. Der im defensiven Mittelfeld einsetzbare Spieler nahm 2015 mit der ungarischen U-20-Mannschaft an der U-20-Fußball-Weltmeisterschaft 2015 in Neuseeland teil und spielt seit September 2015 für die ungarische Fußballnationalmannschaft. Er steht seit Juli 2024 beim italienischen Zweitligisten Spezia Calcio unter Vertrag, an den er schon zuvor ausgeliehen war.

## Karriere

### Vereine

#### Ferencváros Budapest
Nagy bekam 2014 seinen ersten Profivertrag beim ungarischen Rekordmeister Ferencváros Budapest, wurde aber in seiner ersten Saison nur in einem Erstligaspiel eingesetzt. Seinen ersten Titel mit Ferencváros gewann er am 20. Mai 2015, als er im Pokalfinale, das mit 4:0 gegen Meister Videoton FC gewonnen wurde, bis zur 70. Minute, als das 3:0 fiel, zum Einsatz kam. Ferencváros holte damit erstmals seit 2004 wieder den Pokal und gewann im Juli den Supercup gegen Videoton, bei dem er über 90 Minuten mitspielte. Ferencváros zog damit in der Zahl der Supercupsiege mit Debreceni Vasutas SC gleich. Als Vizemeister waren sie für die 1. Qualifikationsrunde zur UEFA Europa League 2015/16 qualifiziert, die Ferencváros gegen den niederländischen Erstligaabsteiger Go Ahead Eagles Deventer überstand, der den Qualifikationsplatz über die Fair-Play-Wertung erhalten hatte. In der nächsten Runde scheiterte Ferencváros am bosnischen Vizemeister FK Željezničar Sarajevo. Bei den vier Spielen saß er nur auf der Bank.
In der Saison 2015/16 brachte Nagy es unter Trainer Thomas Doll auf 25 Einsätze und half mit, dass Ferencváros erstmals seit 2004 wieder Meister wurde. Zudem konnte Ferencváros den Pokal durch einen 1:0-Sieg gegen Lokalrivalen Újpest Budapest verteidigen, wobei er im Finale nicht eingesetzt wurde.

#### Bologna, Bristol & Pisa
Am 14. Juli 2016 wurde bekannt, dass Ádám Nagy Ferencváros verlässt und zum FC Bologna in die Serie A wechselt. Sein Vertrag beim italienischen Erstligisten ging bis zum 30. Juni 2021. Nach einem vorzeitigen Wechsel im August 2019 zum englischen Zweitligisten Bristol City im August 2019, verbrachte er dort zwei Jahre. Im August 2021 kehrte er nach Italien zurück, um fortan für den AC Pisa in der Serie B zu spielen. Im Januar 2024 wurde er an den Ligakonkurrenten Spezia Calcio bis zum Saisonende ausgeliehen und erhielt dort im Juli einen Vertrag.

### Nationalmannschaft
Nagy gehörte zwar nicht zum Kader der ungarischen U-19-Mannschaft bei der U-19-Fußball-Europameisterschaft 2014 in seiner Heimat, bei der sich Ungarn für die U-20-Fußball-Weltmeisterschaft 2015 in Neuseeland qualifizierte, bei der WM kam er aber in der ungarischen U-20-Mannschaft unter Bernd Storck zum Einsatz. Er wurde in den drei Gruppenspielen eingesetzt, nach denen die Ungarn hinter Brasilien und Nigeria als viertbester Gruppendritter das Achtelfinale erreichten. Auch in diesem kam er zum Einsatz, verlor aber gegen den späteren Weltmeister Serbien mit 1:2 nach Verlängerung. Nachdem er am 12. August 2015 ein Freundschaftsspiel für die U-21 bestritten hatte, holte ihn Bernd Storck, der nun die A-Nationalmannschaft trainierte, zum ersten Länderspiel unter seiner Regie am 4. September in der Qualifikation für die EM 2016. Er kam zunächst nicht zum Einsatz, erst drei Tage später, am 7. September, war es so weit: Gegen Nordirland wurde er bereits in der 23. Minute für Ákos Elek zu seinem ersten A-Länderspiel eingewechselt. Beim nächsten Spiel gegen die Färoer spielte er über 90 Minuten. Mit einem 2:1 sicherten sich die Ungarn zumindest einen Platz in der Relegation der Gruppendritten. Durch eine 3:4-Niederlage gegen Griechenland im letzten Gruppenspiel, dem einzigen Sieg der Griechen in der Qualifikation, verpassten sie aber noch die direkte Qualifikation als bester Gruppendritter. Nagy wurde in diesem Spiel erst in der 71. Minute für Zoltán Gera eingewechselt. Auch im Relegationshinspiel gegen Norwegen wurde er nur eingewechselt, und seine Mitspieler gewannen mit 1:0 in Oslo. Beim Rückspiel in Budapest spielte er wieder über 90 Minuten. Mit einem 2:1-Sieg qualifizierten sich die Ungarn erstmals seit 1972 für eine EM-Endrunde.
Am 9. Mai wurde er in den vorläufigen EM-Kader berufen und am 31. Mai als jüngster ungarischer Spieler für den endgültigen Kader berücksichtigt. Nach der Kadernominerung kam er im letzten Testspiel bei der 0:2-Niederlage gegen Weltmeister Deutschland zu einem 90-minütigen Einsatz, bei dem er vom Kicker als drittbester Ungar bewertet wurde. Im ersten EM-Spiel gegen Österreich gehörte er zum Stamm der Mannschaft. Auch im zweiten Spiel gegen Island spielte er über 90 Minuten und wurde vom Kicker zusammen mit László Kleinheisler als bester Ungar bewertet. Gegen Portugal wurde er geschont, weil er mit einer Gelben Karte vorbelastet war und das Team das Achtelfinale bereits sicher hatte. Gegen Belgien stand er dann wieder in der Startelf, Ungarn verlor das Spiel und schied aus. In der nach der EM begonnenen Qualifikation für die WM 2018 gehörte er zur Stammelf und kam in sieben der ersten acht Spiele zum Einsatz nach denen die Ungarn keine Chance mehr hatten sich für die WM zu qualifizieren, da sie nicht nur gegen die Schweiz und Europameister Portugal, sondern auch gegen Andorra verloren.
In der UEFA Nations League 2018/19 kam er in fünf der sechs Spiele zum Einsatz und erzielte beim 2:0-Sieg gegen Gruppensieger Finnland am 18. November 2018 sein erstes Länderspieltor. Durch den Seg wurden die Ungarn noch Zweite und stiegen von der C- in die B-Liga auf. 
In der Qualifikation für die Fußball-Europameisterschaft 2020 wurde er in sechs der acht Gruppenspiele eingesetzt. Am Ende reichte es nur zu Platz 4. Da sich die Finnen aber direkt für die EM qualifizieren konnten, haben die Ungarn als Zweite ihrer Nations-League-Gruppe noch die Chance sich über die Playoffs im März 2020 zu qualifizieren.
Zur Fußball-Europameisterschaft 2021 wurde er in den ungarischen Kader berufen, kam aber mit diesem nicht über die Gruppenphase hinaus. In der Qualifikation für die WM 2022 hatte er acht Einsätze, belegte mit seiner Mannschaft aber hinter England, Polen und Albanien nur den vierten Platz.
In der Qualifikation für die EM 2024 kam er in allen acht Spielen zum Einsatz und erzielte ein Tor in der Nachspielzeit des letzten Spiels gegen Montenegro zum 3:1-Endstand. Die Ungarn qualifizierten sich als Gruppensieger für die Endrunde, wo sie auf Deutschland, Schottland und die Schweiz trafen. Bei der Endrunde wurde er in den drei Gruppenspielen eingesetzt, nach denen die Ungarn ausschieden.

## Erfolge
- Teilnahme an der U-20-Fußball-Weltmeisterschaft 2015
- Ungarischer Meister 2015/16
- Ungarischer Pokalsieger 2015 und 2016 (ohne Finalteilnahme 2016)
- Ungarischer Supercupsieger 2016